# Peter Atteslander
Peter Max Atteslander (* 17. März 1926 in Ennenda; † 15. Januar 2016 in Port) war ein Schweizer Soziologe, der ab 1972 in Deutschland arbeitete.

## Leben und Wirken
Peter Atteslander studierte nach dem Besuch des Gymnasiums ab 1947 Philosophie (bei Hans Barth), Soziologie (bei René König) und Volkskunde (bei Richard Weiss) an der Universität Zürich und wurde dort im Fach Soziologie 1952 zum Dr. phil. promoviert. Er wirkte dann bis 1954 als Visiting Fellow an der New York State School of Industrial and Labor Relations (siehe dazu: Industrial relations) der Cornell University (Ithaca, USA) und von 1954 bis 1955 unter René König als Forschungsleiter an der Universität zu Köln. 1960 habilitierte er sich an der Universität Bern. Er war von 1963 bis 1965 Professeur régulier am Centre d’Études Industrielles der Universität Genf und von 1964 bis 1972 ausserordentlicher Professor in Bern. 1967 erhielt er einen Lehrauftrag an der ETH Zürich. 1972 wurde er als ordentlicher Professor und Institutsdirektor an die Universität Augsburg berufen, wo er bis zu seiner Emeritierung 1991 wirkte. Er war Mitglied zahlreicher nationaler und internationaler soziologischer wissenschaftlicher Gesellschaften, so ab 1957 der Schweiz. Gesellschaft für Soziologie, ab 1966 der American Sociology Association, bis 1972 der Schweiz. UNESCO-Kommission, ab 1973 der Deutschen UNESCO-Kommission und 1973 Gründungsmitglied der European Group for Organizational Studies.
Er erforschte hauptsächlich die Entstehung und Lösung sozialer Konflikte in der Gesellschaft, speziell in der Arbeitswelt. Seine Arbeitsgebiete waren Industrie- und Betriebssoziologie, Siedlungssoziologie und Medizinsoziologie.
Er war verheiratet und hatte vier Kinder.
Atteslander starb, kurz vor seinem 90. Geburtstag, am 15. Januar 2016 und ist im schweizerischen Port, wo er seine letzten Lebensjahre verbrachte, beigesetzt.

## Veröffentlichungen (Auswahl)
- Konflikt und Kooperation im Industriebetrieb. 1959.
- Methoden der empirischen Sozialforschung. De Gruyter, Berlin 1969; Neuauflage 1971; 14., neu bearbeitete und erweiterte Auflage. Erich Schmidt, Berlin 2023, ISBN 978-3-503-21276-7.
- Soziale Konflikte in der Gesellschaft von heute und morgen. In: Therapeutische Umschau. Bern/Stuttgart/Wien 1971, S. 353 ff.
- mit Hollihn, Zingg und Zipp: Dichte und Mischung der Bevölkerung. 1974.
- als Hrsg. mit B. Hamm: Materialien zur Siedlungssoziologie. 1974.
- mit U. Kneubühler: Verzerrungen im Interview. 1975.
- Soziologie und Raumplanung. 1976.
- Die Grenzen des Wohlstands. An der Schwelle zum Zuteilungsstaat. Deutsche Verlags-Anstalt, Stuttgart 1981, ISBN 3-421-06061-4.
- Emnpirische Sozialforschung. 1984.
- Moderne Medizin zwischen individueller Erwartung und gesellschaftlichem Anspruch. In: Psychosomatische Medizin. Band 15, Heft 1, Basel 1987, S. 27 ff.
- Grenzen medizinischer Statistik – Streit ums Passivrauchen. In: Vorwärts. Nr. 49, 3. Dezember 1988.
- Die Tabakfrage aus der Sicht eines empirischen Sozialforschers. In: Tabakfragen. Rauchen aus kulturwissenschaftlicher Sicht. Zürich 1996.
- Die Bedeutung sozialer Daten für die Gesundheitssystemforschung der Zukunft. In: Erwartungen an die Gesundheitssystemforschung zum Jahr 2000. Festschrift zum 75. Geburtstag von Professor Dr. med. Fritz Beske. Kiel 1997, S. 125–128.
- Epidemiologie als Demoskopie: Die Verwendungen von Fragebögen in epidemiologischen Studien. In: Gesundheit, Medizin und Gesellschaft. Beiträge zur Soziologie der Gesundheit. Zürich 1999, S. 361–383.
- Gefragt ist die soziale Kompetenz des Arztes. In: Deutsches Ärzteblatt. Band 96, Heft 23, 11. Juni 1999, S. A-1549 f.
- Methodische Herausforderungen der Sozial-Epidemiologie aus Sicht der empirischen Sozialforschung. In: Sozial-Epidemiologie. Eine Einführung in die Grundlagen, Ergebnisse und Umsetzungsmöglichkeiten. Juventa, Weinheim/München 2001, S. 264–276.
- Ohne Wissenschaft keine wirkungsvolle Prävention. In: Schweiz Med Forum. 4/2004, S. 207–208. (PDF-Datei).
- Abundance of Medical Information – Shortage of Medical Orientation. In: World Medical Journal. Band 52, Nr. 2, Juni 2006, S. 31–33.
- Abundance of Medical Information – Shortage of Medical Orientation. In: JMAJ – Japan Medical Association Journal. Band 50, Nr. 4, Juli–August 2007.
- Anatomie der Ratlosigkeit. NZZ, Zürich 2007.